# Biloxi Blues
Biloxi Blues è un'opera teatrale semi-autobiografica del commediografo statunitense Neil Simon, debuttata a Los Angeles nel 1984. La commedia ha debuttato a Broadway nel 1985 ed è rimasta in scena per oltre cinquecento repliche, vincendo il Tony Award alla migliore opera teatrale. Da essa, nel 1988, Mike Nichols ne ha tratto il film Frenesie... militari (omonimo nel titolo originale), con sceneggiatura dello stesso Neil Simon e protagonista Matthew Broderick.

## Trama
Eugene Morris Jerome è un ragazzo di vent'anni che vive a Brooklyn quando viene chiamato alle armi per combattere in guerra. Eugene viene mandato a Biloxi, in Mississippi, per l'addestramento e qui conosce reclute da ogni parte del Paese, tra cui il giovane e intelligente Arnold Epstein, che si oppone al tirannico sergente Merwin J. Toomey.